# Маска Бахтінова

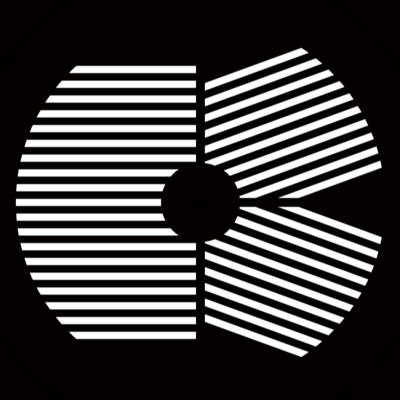
Приклад решітки Маски Бахтінова

Маска Бахтінова — пристрій для точного фокусування малих астрономічних телескопів. Названа на честь винахідника Павла Івановича Бахтінова, російського астрофографа-любителя, що винайшов її у 2005 році. Важливою складовою астрофотографії є правильне і точне налаштування телескопа та астрографа.
Телескоп спрямовується на зорю, а маска встановлюється перед об'єктивом (або перед основним дзеркалом, якщо це рефлектор). Маска складається із трьох решіток, розміщених таким чином, щоб давати біля зорі в фокальній площині інструмента три дифракційних промені, які знаходяться під кутом один до одного. Коли середній промінь проходить через центр зображення зорі і розміщується симетрично відносно двох інших променів, то фокусування налаштовано найточніше. Маска Бахтінова дозволяє виявити навіть мінімальні відхилення від точного фокусування.

Симуляція фокусування з маскою Бахтінова в програмі «Maskulator»

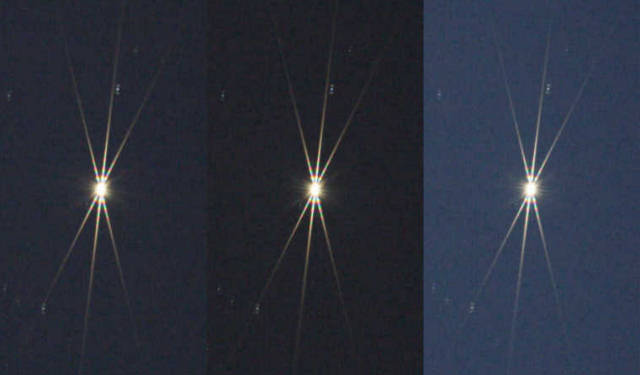
Приклад дифракційних картин при використанні маски Бахтінова. Зліва і справа — розфокусоване зображення, у центрі — зображення з правильним фокусуванням.